# Tennessee (Arrested Development)
Tennessee è un singolo del gruppo musicale statunitense Arrested Development, pubblicato il 24 marzo 1992 come primo estratto dal primo album in studio 3 Years, 5 Months and 2 Days in the Life Of....

## Successo commerciale
Il singolo ottenne successo a livello mondiale.

## Video musicale
Il videoclip del brano è completamente in bianco e nero.